# Thècle de la ronce
Pour les articles homonymes, voir Argus vert.
Callophrys rubi
Espèce
Statut de conservation UICN

 LC : Préoccupation mineure
La Thècle de la ronce ou Argus vert (Callophrys rubi) est un lépidoptère (papillon) de la famille des Lycaenidae, de la sous-famille des Theclinae et du genre Callophrys.

## Dénomination
Callophrys rubi nommé par Carl von Linné en 1758.

### Synonyme
- Papilio rubi (Linné, 1758)

### Noms vernaculaires
La Thècle de la ronce ou Argus vert se nomme en anglais Green Hairstreak, en allemand Brombeerzipfelfalter et en espagnol Cejialba.

### Sous-espèces
- Callophrys rubi rubi en Europe et au Caucase.
- Callophrys rubi borealis Krulikovsky, 1890 ; en Oural.
- Callophrys rubi fervida Staudinger, 1901 ; en Espagne, au Maroc et en Asie Mineure.
- Callophrys rubi sibirica Heyne, [1895] ; en Sibérie et dans le nord de l'Asie[1].

## Description
Les mâles et femelles de ce petit papillon sont identiques. Le dessous des ailes est vert, le dessus brun grisâtre.
Le front vert et le fin pourtour des yeux blanc différencient cette espèce de la Thècle de l'arbousier (Callophrys avis).

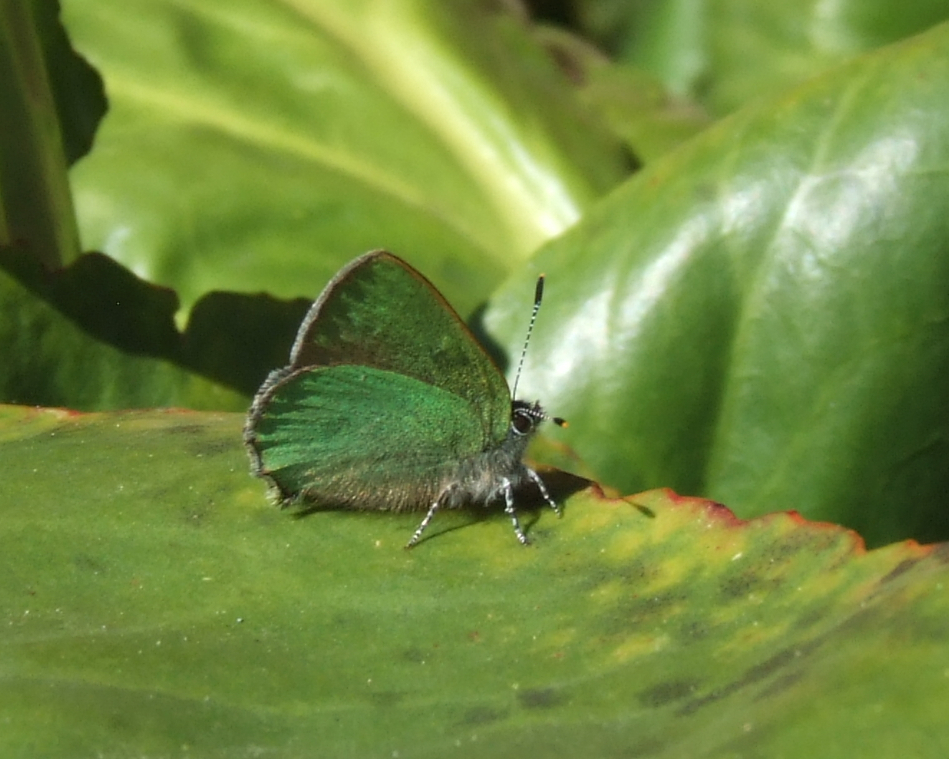
Callophrys rubi (à Oulu, Finlande, 27 mai 2007)

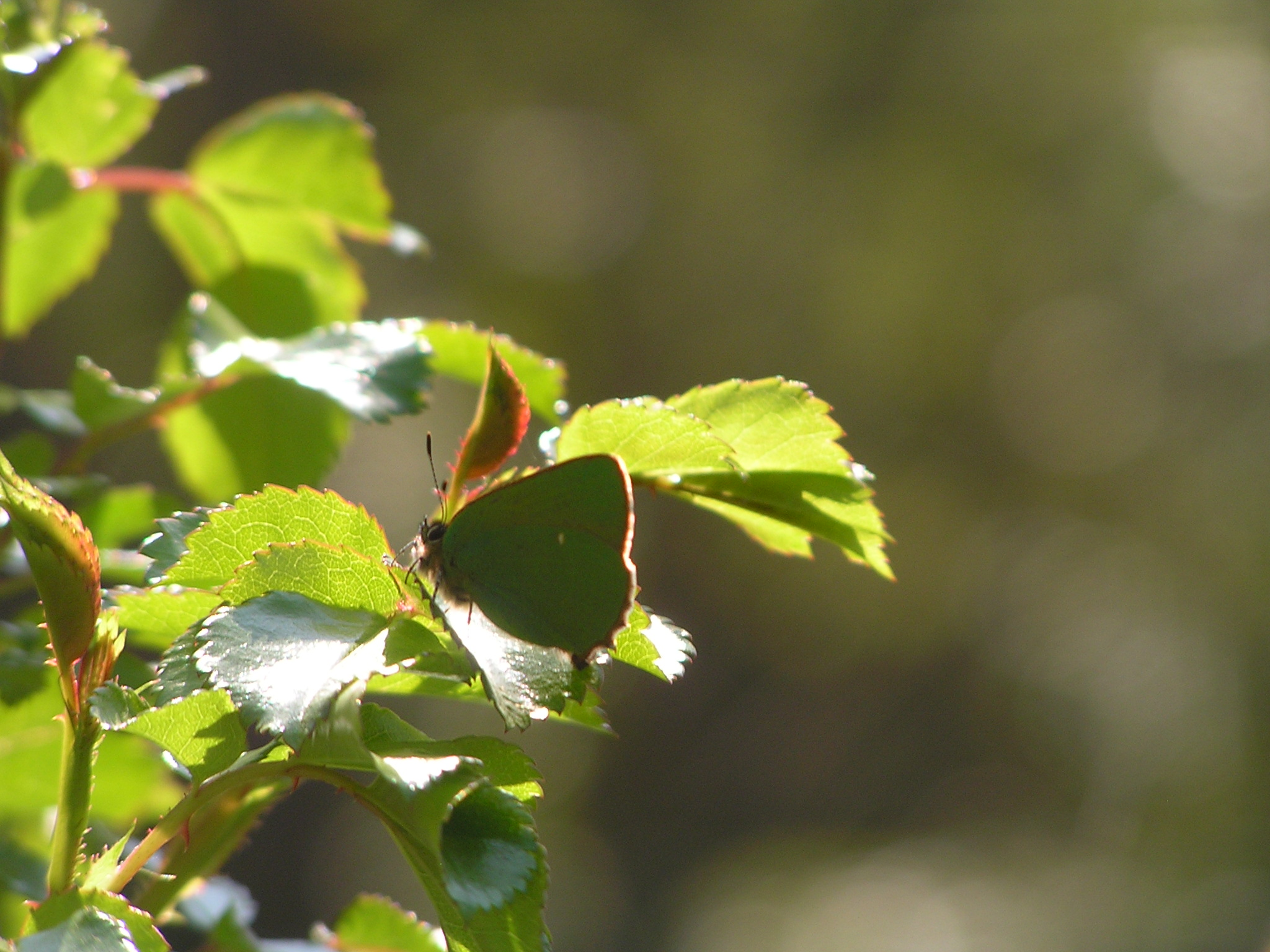
Callophrys rubi en Charente, France, 17 avril 2010

### Chenille
La chenille, petite et trapue, possède une tête rétractile marron et un corps vert avec une bande dorsale foncée, des dessins obliques vert foncé et jaunâtre et sur les flancs une paire de lignes jaunâtres.

## Biologie

### Période de vol et hivernation
La Thècle de la ronce hiverne au stade nymphal.
Pour certains, elle vole en une génération (univoltin), généralement de mars à juin, mais quelques-unes ont été vues en juillet et début août.
Le Catalogue des Lépidoptères observés dans l'ouest de la France de 1912 par Gelin Henri et Lucas Daniel la donne comme bivoltine

### Plantes hôtes
Les plantes hôtes sont nombreuses : Vaccinium myrtillus, Vaccinium uliginosum, Betula, Rubus dont Rubus idaeus, Calluna vulgaris, Rhamnus dont Rhamnus frangula, Ribes, Spiraea, Chamaecytisus, Hippophae rhamnoides, diverses Fabacées dont Caragana, Hedysarum, Vicia cracca, Cytisus, Genista...

## Écologie et distribution
La Thècle de la ronce est présente en Afrique du Nord, dans toute l'Europe, en Asie Mineure et dans tout le nord de l'Asie en Russie et en Sibérie.
Elle est présente dans tous les départements de France métropolitaine.

### Biotope
Les lieux sont très variés jusqu'à 2 200 mètres d'altitude, jardins comme lieux herbus, clairières, lisières, landes.

### Protection
Pas de statut de protection particulier.